# Einheitserde
Als Einheitserde wird ein von Anton Fruhstorfer um 1950 entwickeltes Kultursubstrat für den Gartenbau bezeichnet, das zu rund 60 bis 70 % aus Weißtorf bzw. Hochmoortorf und zu 30 bis 40 % aus Ton oder Untergrundslehm besteht.

## Zusammensetzung und Herstellung
Einheitserde ist also eine Mischung aus Torf und kalkfreiem Ton. Sie wird industriell von Torf- oder Erdenwerken hergestellt und hat gegenüber den im Gartenbau eingesetzten Praxiserden (im Gartenbaubetrieb selbst hergestellte Mischungen von organischen Resten sowie mineralischen Stoffen) den Vorteil, dass sie von gleichbleibender Zusammensetzung ist. Außerdem ist sie frei von Schadstoffen, Krankheitserregern und Schädlingen (da gedämpft). Sie bieten dem Gärtner daher eine größere Sicherheit bei der Kulturführung als bei Verwendung natürlicher Substrate. Einheitserde ist mit einem Volumengewicht von 300 bis 400 g/l auch deutlich leichter als ein gewachsener Boden, der ein Volumengewicht von ca. 1,5 kg/l aufweist.
Der beigemischte Ton stammt meist aus dem Untergrund und ist daher praktisch unbelebt. Der verwendete Ton soll beim Zerkleinern stabile Krümel bilden und beim Begießen nicht verschlämmen. Da bevorzugt kalkfreie Tone verwendet werden und Torf meist stark sauer ist,  wird durch Zusatz von Kalk der pH-Wert des Substrats auf einen schwachsaueren Wert von 5,6 bis 6,5 eingestellt, der sich nur in wenigen Fällen ungünstig auf Anzuchten auswirkt. Wegen der Fähigkeit zur Nährstoff- und Wasserspeicherung können Gieß- und Düngetermine in begrenztem Umfang variiert werden. Das günstige Porenvolumen des Torfes sichert den Lufthaushalt der Einheitserde (die Luftkapazität liegt zwischen 10 und 45 %vol), so dass diese weitgehend vergießfest ist. Je nach Verwendungszweck werden der Einheitserde auch Nährstoffe zugesetzt.

## Typen von Einheitserde
Es werden diverse Mischungen hergestellt. Im Handel unterscheidet man u. a.:
- Haupterden:
  - Typ 0 (Nullerde): ungedüngt, kann für empfindliche Aussaaten und Stecklinge sowie als Grundsubstrat für Spezialkulturen verwendet werden, das nach Bedarf aufgedüngt wird.

- - Typ VM (Vermehrungserde): Zusatz von Styromull, lockerer als Typ 0, geringer Nährstoffgehalt aus einer Mischung von schnell und langsam wirkenden Düngern, 1 bis 1,5 g Mehrnährstoffdünger (MND) pro Liter Substrat, für Aussaaten und Stecklinge, zum Pikieren und zur Anzucht schwach wachsender und salzempfindlicher Kulturen (z. B. Farne).

- - Typ ED 73 od. 76 ED 73: aufgedüngt mit 2 bis 2,5 g MND/l Substrat, aufgeteilt in schnellwirkende Dünger und langsam wirkenden Depotdünger (z. B. Plantosan 4D), mit einer Wirkung von 2 bis 3 Monaten. Zum Topfen von salzempfindlichen und nährstoffbedürftigen Pflanzen.

- - Typ T (Topferde): stark gedüngt, bis 3 g MND/l Substrat, für starkzehrende und ausgewachsene Pflanzen zu verwenden, zum Topfen von Frühjahr bis Herbst.

- - Typ P (Pikiererde): schwach gedüngt, ca. 1,5 g bis 2 g MND/l Substrat, für die meisten gärtnerischen Kulturen geeignet und zum Topfen im Winter.

- Spezialerden:
  - Hortensienerde blau
  - Hortensienerde rot, rosa, weiß
  - Poinsettienerde
  - Primelerde
  - Cyclamenerde
  - GS 90 (für geschlossene Kultursysteme)